# Rhinura variegata
Rhinura variegata är en fjärilsart som beskrevs av W. Warren 1901. Rhinura variegata ingår i släktet Rhinura och familjen mätare. Inga underarter finns listade.